# Kathleen Baker
Kathleen Baker (n. 28 februarie 1997, Winston-Salem, Carolina de Nord, SUA) este o înotătoare americană, medaliată olimpică. A participat la o ediție a Jocurilor Olimpice (2016) în care a câștigat o medalie de argint.

## Participări
Lista de mai jos prezintă principalele competiții la care a participat Kathleen Baker de-a lungul carierei.
- Natação nos Jogos Olímpicos de Verão de 2016 - 100 m costas feminino[*]